# 2012年多倫多國際影展
第37屆多倫多國際影展於2012年9月6日至9月16日（當地時間）在加拿大多倫多舉行。

## 單元
以下電影被選定為各單元：

### 特別放映
- 《王的盛宴》陸川

## 外部連結
- 官方网站